# Josien van der Wal
Josien van der Wal (1 maart 1999) is een Nederlands langebaanschaatsster, die reed voor Schaatsacademie Noordwest.
In 2014 en 2015 startte Van der Wal op het NK wielrennen bij de jeugd 15-18 jaar.
In 2017 startte Van der Wal op de KNZB Cup en op het NK Sprint.
In februari 2018 reed Van der Wal haar laatste officiële wedstrijd.

## Records

### Persoonlijke records[7]
| Afstand    | Tijd    | Datum            | Baan       |
| ---------- | ------- | ---------------- | ---------- |
| 500 meter  | 40,09   | 3 februari 2017  | Heerenveen |
| 1000 meter | 1.20,99 | 16 december 2017 | Heerenveen |
| 1500 meter | 2.05,56 | 3 februari 2017  | Heerenveen |
| 3000 meter | 4.36,41 | 4 februari 2017  | Heerenveen |